# Human Resource
Pour les articles homonymes, voir Human Resource (homonymie).
Human Resource est un groupe de techno hardcore néerlandais. Son succès international Dominator, sorti en 1991, a très souvent été remixé par les auteurs de musique gabber.

## Biographie
Le groupe est formé en 1990 par Robert Mahu et Johan van Beek. Ils sont rejoints par Jasper Drexhage et Guido Pernet, et constituent ainsi un groupe de quatre jeunes musiciens, tous originaires des environs de Ridderkerk. Ils sont un peu plus tard par le rappeur et basketteur professionnel Larenzo Nash. En 1991, le groupe Human Resource rencontre un succès international avec son morceau Dominator, et donne une impulsion forte à la scène hardcore naissante.
Outre le succès de Dominator, Human Resource connait le succès grâce à son deuxième album, The Kicking Noise of Rotterdam, publié en 1992, dont la sortie est suivie d'une tournée européenne. Il sort sous deux formats, CD pour le grand public, mais également double long play pour le public professionnel du djing. En 1992, van Beek, le clavier, quitte le groupe et n'est pas remplacé, tandis que le rappeur Marvin D. le rejoint. Cet coopération dure jusqu'en 1995, année au cours de laquelle il monte avec son ami d'enfance Ray Slijngaard (l'un des membres de 2 Unlimited) leur propre label discographique. Drexhage quitte également le groupe cette année-ci, s'estimant en désaccord avec le nouveau son hardcore que produit le groupe. Lui est remplacé par Sander Scheurwater, alias De Mosselman, auteur du succès parodique happy hardcore Mossels. Le groupe se sépare toutefois à la fin des années 1990.
En 2004, Guido Pernet relance le groupe, en s'alliant avec Zenon Zevenbergen, la voix du groupe belge T99 puis MC de la Ruffneck Gangsta Alliance ou de Dyewitness, et Maurice Steenbergen de Rotterdam Termination Source. Après quelques concerts aux Pays-Bas et au Royaume-Uni, Zenon Zevenbergen quitte le groupe, qui demeure depuis 2005 sous la forme du binôme Pernet / Steenbergen. C'est cette année-là que le groupe retrouve tout le lustre passé, avec la création du festival Dominator.

## Dominator
En 1991, le groupe Human Resource rencontre un succès international avec son morceau Dominator, et donne une impulsion forte à la scène techno hardcore naissante. Pensé comme un tube de l'été et composé en quelques heures, les paroles de Nash sont trouvées en vingt minutes. Il dispose d'une rythmique élevée pour l'époque, le tempo atteignant 123 BPM. Son « bruit d'aspirateur » que l'on entend dans ce morceau provient du disque Mentasm de Second Phase (Joey Beltram). Le morceau entre dans l'UK Singles Chart, atteint la troisième place de l'Ultratop 50 et la sixième place du Nederlandse Top 40.
Le titre est au total sorti sous plus d'une cinquantaine de versions, avec plus ou moins de succès. Par exemple, en 1996, les trois derniers membres du groupe (Pernet, Mahu en Scheurwater) sortent une nouvelle version de Dominator, en collaboration avec le rappeur américain Kirk Patrick, mais sans succès. En 2005, les majors du secteur événementiel néerlandais — ID&T, Q-dance et Masters of Hardcore — créent l'événement Dominator. Son nom est directement tiré de l'œuvre de Human Resource, rendant ainsi un vibrant hommage aux contributions du groupe à la culture gabber.
Le morceau va à son tour être très souvent samplé. En 2009, Lady Gaga sample Dominator dans sa chanson Bad Romance. Selon certains, cet emprunt s'est fait sans l'accord du groupe.

## Style et technique
Les influences stylistiques au sein de Human Resource sont diverses. Robert Mahu et Johan van Beek, sous le nom de The Point, avaient auparavant sorti un EP de house ; Guido Pernet joue initialement dans un groupe de hard rock, Jasper Drexhage dans un groupe de funk. L'enregistrement des morceaux se fait initialement sur support DAT.

## Discographie

### Albums studio
| Année | Titre album          | Classement                    | Meilleure position | Nombre de semaines | Date d'entrée   | Date de sortie  |
| ----- | -------------------- | ----------------------------- | ------------------ | ------------------ | --------------- | --------------- |
| 1992  | Dominating the World | Pays-Bas (Mega Album Top 100) | 60                 | 6                  | 18 janvier 1992 | 29 février 1992 |

- 1991 : Dominating The World (2B Free Records)
- 1993 : The Kicking Noise of Rotterdam (2B Free Records)

### EP
| Année | Titre single | Classement                             | Meilleure position | Nombre de semaines | Date d'entrée    | Date de sortie   |
| ----- | ------------ | -------------------------------------- | ------------------ | ------------------ | ---------------- | ---------------- |
| 1991  | Dominator    | Pays-Bas (Nederlandse Top 40)          | 6                  | 12                 | 7 septembre 1991 | 30 novembre 1991 |
| 1991  | Dominator    | Belgique (Flandre Ultratop 50 Singles) | 6                  | 15                 | 31 août 1991     | 14 décembre 1991 |
| 1992  | The Joke     | Pays-Bas (Nederlandse Top 40)          | 42                 | 9                  | 25 janvier 1992  | 28 mars 1992     |

- 1991 : Dominator (80 Aum Records)
- 1992 : The Joke (2B Free Records)
- 1992 : Me The Power! (2B Free Records)
- 1992 : Rave-O-lution (2B Free Records)
- 1993 : Beyond The Edge (2B Free Records)
- 1994 : Fuck Them (K.N.O.R. Records)
- 1996 : Dominator '96 (K.N.O.R. Records)
- 1996 : In The Hall of the Mountain King (K.N.O.R. Records)